# Echegaray (cratère)
Pour les articles homonymes, voir Echegaray.
Echegaray est le nom d'un cratère d'impact présent sur la surface de Mercure, à 42,7°N et 19,2°O. Son diamètre est de 75 km. Le cratère fut nommé par l'Union astronomique internationale en hommage au dramaturge espagnol José Echegaray.

## Compléments